# Nitrolit
Nitrolit är ett äldre pulverformigt AN-sprängämne (ammoniumnitratsprängämne) som historiskt använts både civilt och militärt. Under andra världskriget användes det i Sverige bland annat som billigare alternativ till trotyl (TNT) i den svenska krigsmakten.

## Recept
Olika källor ger olika recept för nitrolit. En förenklad version beskrivs som liknande dynamex, med hälften dinitroglykol och hälften nitroglycerin, uppsugen i visst ämne (såsom trämjöl), men de flesta recept omnämner ammoniumnitrat som bas.
Svenska Akademiens ordbok från 1947 ger följande recept från Svensk uppslagsboks första upplaga från 1929:
| ”                                                                                 | "Nitrolit .. (består av): ammoniumnitrat 77,5%, trinitrotoluol 12%, nitroglycerin 6,5%, trämjöl 2% och kisjärn 2%" | „ |
| – Svenska Akademiens ordbok, publicerad 1947, Svenska Akademiens ordbok: nitrolit | |   |

Kungliga Krigsvetenskapsakademiens handlingar och tidskrift (häfte 5, 2005), anger följande från Arméns Brevskolas tjänstemanual för spräng och mintjänst från 1944:
| ”                                                       | "Ett exempel är nitrolit, som består av pulverformigt ammoniumnitrat blandat med blandning av trotyl och nitroglycerin." | „ |
| – Arméns Brevskola,: Spräng och mintjänst, brev 1 – 9., | |   |

Försvarets materielverk (FMV) beskriver nitrolit som sådant i deras 1979 års upplaga av publikationen Preliminär ammunitionsordlista:
| ”                              | "äldre pulverformigt AN-sprängämne med tillsats av blandning av nitroglycerin/nitroglykol och triolja" | „ |
| – Preliminär AMORDLISTA, 1979, | |   |

## Ammunition med nitrolit
- 50 kg minbomb m/37AN
- 250 kg minbomb m/37BN
- 250 kg minbomb m/40
- 500 kg minbomb m/41